# Ján Chovanec
Ján Chovanec (ur. 22 marca 1984 w Nowych Zamkach) – słowacki piłkarz występujący na pozycji pomocnika w słowackim FC Nitra. Wychowanek FK Púchov, w swojej karierze reprezentował także barwy takich klubów jak ŠK Eldus Močenok, MFK Ružomberok, FK Teplice, Spartak Trnawa, Ruch Chorzów i Spartak Myjava.

## Sukcesy

### Púchov
- Puchar Słowacji: 2002/03